# Dimitrios Mavroeidis
Dimitrios Mavroeidis (nacido el 4 de julio de 1985 en Atenas, Grecia) es un exjugador de baloncesto griego  que pertenece a la plantilla del AEK Atenas B.C. de la A1 Ethniki. 

## Biografía
Mavroeidis es un pívot de 2.12 de estatura que ha jugado del Maroussi BC, Peristeri BC y Panionios BC.
Ha sido internacional con las selecciones inferiores de su país, así como con la Selección B absoluta, con la que disputó los Juegos del Mediterráneo de 2009.
Se trata de un pívot griego de corte clásico; ni excesivamente alto, ni dotado de grandes condiciones físicas, pero sí muy trabajador, duro, intenso y con recursos ofensivos de calidad. Mucho más efectivo que efectista, su hábitat natural es la zona, de la que no se aleja en exceso. Es un jugador muy bien considerado en su país, del que se decía que tenía ofertas de equipos tan fuertes como el Olympiakos. El 1 de julio de 2010 Bilbao Basket anunció su fichaje por dos temporadas con opción a otra tercera.

## Clubs
- Peristeri BC (2002-05)  Grecia
- Panionios BC (2005-07)  Grecia
- Maroussi BC (2007-10)  Grecia
- Bilbao Basket (2010-12)  España
- Olympiacos BC (2012-13)  Grecia
- Nea Kifisia B.C. (2013-15)  Grecia
- AEK Atenas B.C. (2015-18)  Grecia
- Kolossos Rodou BC (2018-19 )  Grecia
- AEK Atenas B.C. (2019-)  Grecia